# Katherine Larios
Katherine Tatiana Rodriguez Larios (Tonacatepeque, 26 de noviembre de 1996) es una futbolista salvadoreña. Juega como medio centro ofensivo en el JuveForce ADC de la II Divisão Nacional Feminino de Portugal.

## Clubes
| Club                          | País        | Año           |
| ----------------------------- | ----------- | ------------- |
| Escuelas de Futbol de Guazapa | El Salvador | 2014 - 2015   |
| Universidad de El Salvador    | El Salvador | 2015 - 2016   |
| Alianza Woman Futbol Club     | El Salvador | 2016 - 2021   |
| Santa Tecla FC                | El Salvador | 2021 - 2022   |
| Vitoria SC                    | Portugal    | 2022 - 2023   |
| Moreirense FC                 | Portugal    | 2023-2024     |
| Boavista FC                   | Portugal    | 2024-2025     |
| JuveForce ADC                 | Portugal    | 2025-presente |

### Campeonatos nacionales
| Título                       | Club             | País        | Torneo   | Año  |
| ---------------------------- | ---------------- | ----------- | -------- | ---- |
| Liga El Salvador             | Alianza Woman FC | El Salvador | Anual    | 2017 |
| Liga El Salvador             | Alianza Woman FC | El Salvador | Anual    | 2018 |
| Primera División El Salvador | Alianza Woman FC | El Salvador | Clausura | 2019 |
| Primera División El Salvador | Alianza Woman FC | El Salvador | Apertura | 2019 |
| Primera División El Salvador | Alianza Woman FC | El Salvador | Clausura | 2021 |